# Distribuição cinematográfica
A distribuição cinematográfica (também conhecida como exibição de filmes ou distribuição e exibição de filmes) é o processo de disponibilizar um filme para visualização por um público. Esta é normalmente a tarefa de uma distribuidora de filmes profissional, que determinaria a estratégia de marketing e lançamento do filme, a mídia pela qual um filme será exibido ou disponibilizado para exibição e outros assuntos. O filme pode ser exibido diretamente ao público por meio de um cinema ou televisão, ou exibição pessoal em casa (incluindo mídia física, vídeo sob demanda, download, programas de televisão por meio de redifusão). Para projetos comerciais, a distribuição do filme geralmente é acompanhada pela promoção do filme.

## História
Inicialmente, todos os longas-metragens comercializados em massa eram feitos para serem exibidos nos cinemas. A identidade do primeiro teatro projetado especificamente para o cinema é uma questão de debate; os candidatos incluem o Tally's Electric Theatre, fundado em 1902 em Los Angeles, e o Pittsburgh's Nickelodeon, fundado em 1905. Milhares de tais teatros foram construídos ou convertidos a partir de instalações existentes em poucos anos. Nos Estados Unidos, esses teatros passaram a ser conhecidos como nickelodeons, porque o ingresso normalmente custava um níquel (cinco centavos).
| Pos. | País           | Número de filmes vistos |
| ---- | -------------- | ----------------------- |
| 1    | Coreia do Sul  | 4.12                    |
| 2    | Estados Unidos | 3.88                    |
| 3    | Austrália      | 3.75                    |
| 4    | França         | 3.44                    |

Os distribuidores licenciam os filmes para os cinemas, garantindo o direito de exibi-los por uma taxa de aluguel. O cinema paga em média cerca de 50-55% de suas vendas de ingressos para o estúdio de cinema, como taxas de aluguel de filmes. A porcentagem real começa com um número maior que esse e diminui conforme a duração da exibição de um filme continua, como um incentivo para os cinemas manterem os filmes em exibição por mais tempo. No entanto, a enxurrada atual de filmes altamente comercializados garante que a maioria dos filmes seja exibida nos cinemas de estreia por menos de 8 semanas. Há alguns filmes todos os anos que desafiam essa regra, geralmente filmes de lançamento limitado que começam em apenas alguns cinemas e realmente aumentam sua contagem de cinemas por meio de boa propaganda boca a boca e críticas.[carece de fontes?] De acordo com um estudo de 2000 do ABN AMRO, cerca de 26% da receita mundial dos estúdios de cinema de Hollywood veio da venda de ingressos nas bilheterias; 46% vieram de vendas de VHS e DVD para consumidores; e 28% vieram da televisão (transmissão, cabo e pay-per-view).
Normalmente, um filme é a apresentação em destaque (ou longa-metragem). Antes da década de 1970, havia "sessões duplas"; normalmente, um "filme A" de alta qualidade alugado por um teatro independente por um valor fixo e um "filme B" de qualidade inferior alugado por uma porcentagem das receitas brutas. Hoje, a maior parte do material exibido antes do longa-metragem consiste em prévias dos próximos filmes (também conhecidos como trailers) e anúncios pagos.
O desenvolvimento da televisão permitiu que os filmes fossem transmitidos para um público maior, geralmente depois que o filme não estava mais sendo exibido nos cinemas.[carece de fontes?] Em 1971, o U-Matic tornou-se o primeiro formato magnético em que os filmes podiam ser apreciados em instituições fora do teatro. Mais tarde naquele ano, os primeiros videocassetes de filmes tornaram-se disponíveis para os consumidores assistirem em suas próprias casas. Desde então, a tecnologia de gravação permitiu que os consumidores alugassem ou comprassem cópias de filmes em VHS ou DVD (e os formatos mais antigos de laserdisc, VCD e SelectaVision), e downloads da Internet podem estar disponíveis e são fontes de receita para empresas de produção de filmes.